# Amtsgericht Rodach

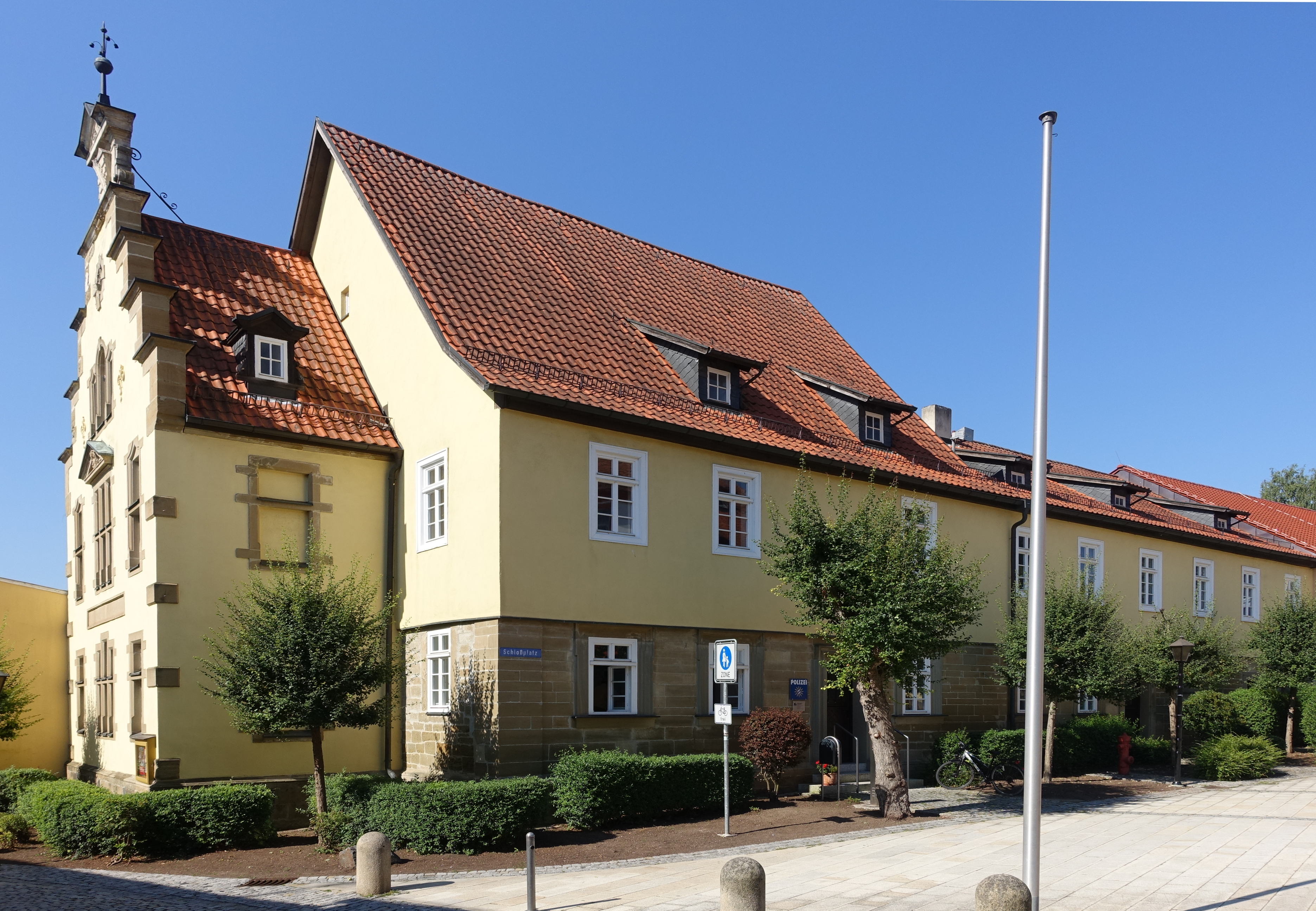
Altes Amtsgericht (2015)

Das Amtsgericht Rodach war von 1879 bis 1943 ein Gericht der ordentlichen Gerichtsbarkeit in Rodach im Herzogtum Sachsen-Coburg und Gotha und ab 1920 in Bayern.

## Geschichte
Mit Inkrafttreten des Gerichtsverfassungsgesetzes am 1. Oktober 1879 wurde ein Amtsgericht in Rodach, dem heutigen Bad Rodach, gebildet dessen Sprengel identisch mit dem des Herzoglichen Justizamts Rodach des Herzogtums Sachsen-Coburg und Gotha war. Es wurde 1920 bayerisch und war dem Landgericht Coburg unterstellt. Das Amtsgericht wurde 1943 aufgelöst und der Sprengel dem Amtsgericht Coburg zugeordnet.

## Gerichtsgebäude
Das Amtsgericht war in einen ehemaligen Jagdschloss des Herzogs von Sachsen-Coburg untergebracht.